# Детски игри
„Детски игри“ (на френски: Jeux d'enfants) е френско-белгийски трагикомичен филм от 2003 година на режисьора Ян Самюел по негов собствен сценарий.
В центъра на сюжета е развитието на отношенията между двамата главни герои, синът на умираща от рак жена и дъщерята на семейство полски имигранти в Белгия, които израстват заедно. Главните роли се изпълняват от Гийом Кане и Марион Котияр.